# Metriacanthosauridae
Metriacanthosauridae ("metriakantosauridi") byla čeleď středně velkých až obřích masožravých dinosaurů (teropodů) z nadčeledi Allosauroidea, žijících v období střední jury až spodní křídy (asi před 176 až 135 miliony let). Jejich fosilie známe pouze z území současné Evropy a Asie (zejména Číny a Thajska). Izolovaný zub teropoda z této skupiny byl popsán také z území Tibetu.

## Zástupci

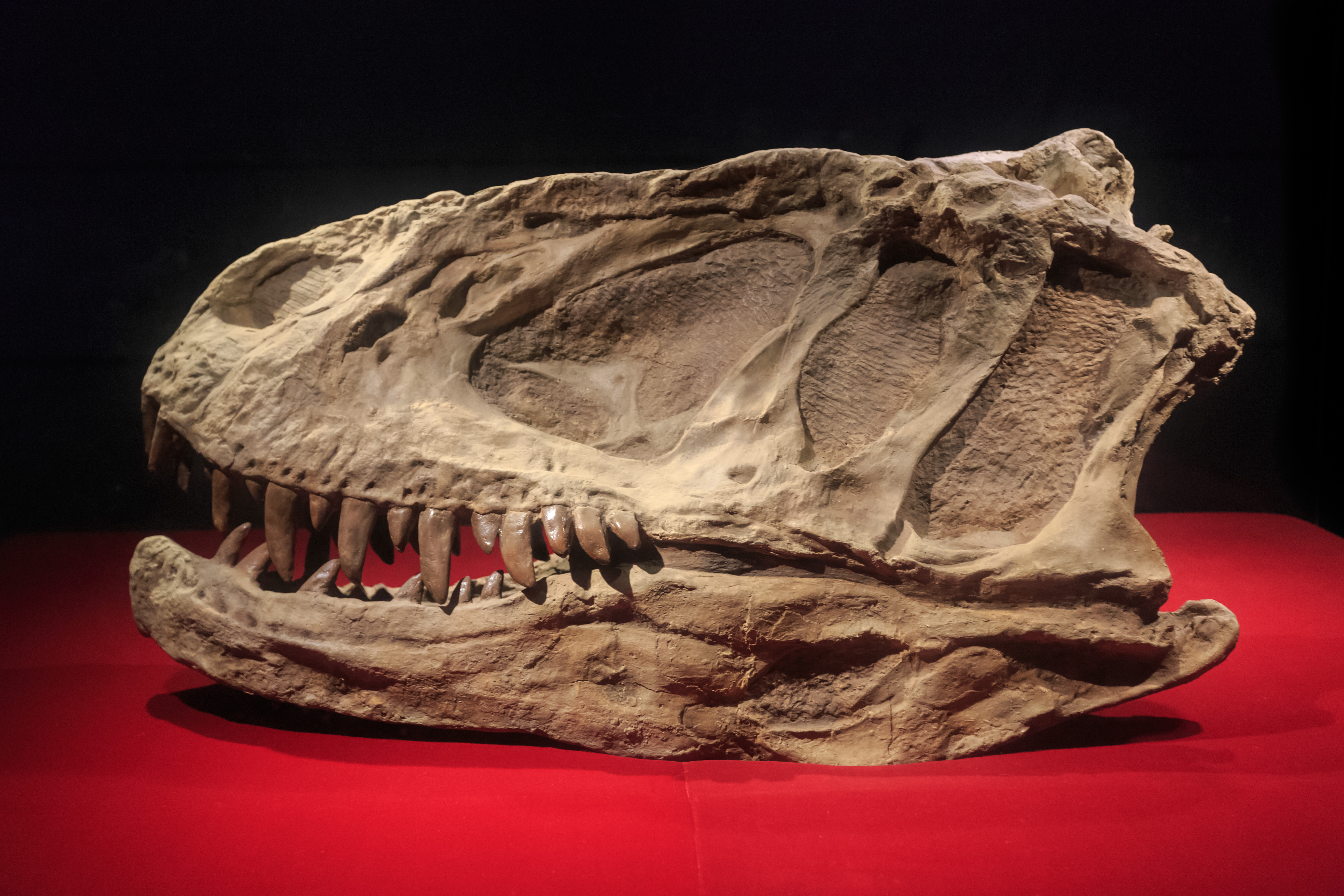
Lebka rodu Sinraptor v muzejní expozici.

V současnosti řadíme k metriakantosaurům šest rodů teropodních dinosaurů, které můžeme přibližně rozdělit do dvou vývojových skupin. První je obří čínský rod Yangchuanosaurus s délkou až kolem 11 metrů a hmotností 3 tuny a jeho nejbližší příbuzní, druhou pak zástupci početnější podčeledi Methriacanthosaurinae. Synonymem je dnes již neplatný taxon Sinraptoridae.
- †Yangchuanosaurus
- †Xuanhanosaurus
  - †Metriacanthosaurinae
  - †Alpkarakush[7]
  - †Metriacanthosaurus
  - †Shidaisaurus
  - †Siamotyrannus
  - †Sinraptor
  - †Yuanmousaurus